# Andreas Büttner (Historiker)

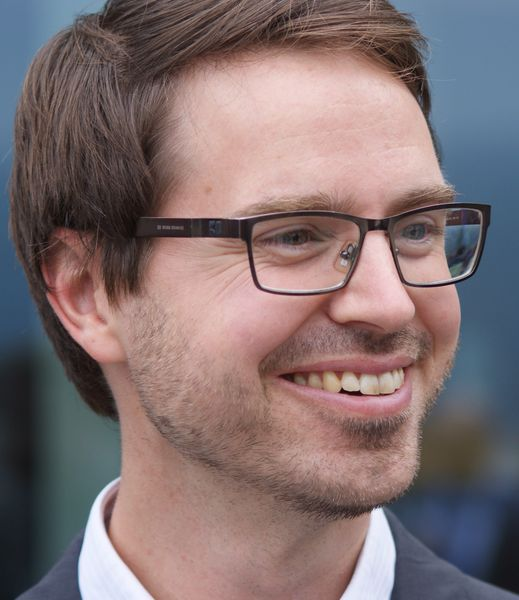
Andreas Büttner, aufgenommen 2011 von Werner Maleczek

Andreas Büttner (* 1981) ist ein deutscher Historiker mit dem Schwerpunkt Mittelalter und Historische Grundwissenschaften.

## Leben und Wirken
Von 2002 bis 2007 studierte Büttner Mittlere und Neue Geschichte, Historische Grundwissenschaften sowie Religionswissenschaften an der Universität Heidelberg und der Università degli Studi di Catania. Bis 2011 arbeitete Büttner im Sonderforschungsbereich 619 „Ritualdynamik“ als wissenschaftlicher Mitarbeiter des Teilprojekts B8 „Ritualisierung politischer Willensbildung im Mittelalter“. Im Jahr 2010 wurde er an der Universität Heidelberg mit der von Bernd Schneidmüller betreuten Arbeit Der Weg zur Krone. Rituale der Herrschererhebung im römisch-deutschen Reich des Spätmittelalters promoviert.
Von 2012 bis 2020 arbeitete er als Assistent für mittelalterliche Geschichte an der Universität Heidelberg, an welcher Büttner 2019 seine Habilitation abschloss. Seine Habilitationsschrift verfasste er zum Thema „Geld, Gnade, Gefolgschaft. Die Monetarisierung der politischen Ordnung im 12. und 13. Jahrhundert“. Diese wurde mit dem Wissenschaftspreis der Stauferstiftung Göppingen 2021 ausgezeichnet. 2020 war Büttner wissenschaftlicher Mitarbeiter bei der Generaldirektion Kulturelles Erbe Rheinland-Pfalz (GDKE) im Rahmen der Ausstellung „Die Kaiser und die Säulen ihrer Macht. Von Karl dem Großen bis Friedrich Barbarossa“ im Landesmuseum Mainz.
Im Wintersemester 2020/21 übernahm Büttner die Lehrstuhlvertretung der Professur für Mittelalterliche Geschichte mit dem Schwerpunkt Frühes Mittelalter und Historische Grundwissenschaften für Nikolas Jaspert an der Universität Heidelberg. Im Sommersemester 2021 hatte Büttner eine Lehrstuhlvertretung der Professur für Mittelalterliche Geschichte von Dorothea Weltecke an der Johann Wolfgang Goethe-Universität Frankfurt am Main. 2022/23 hat er für Dorothea Weltecke eine Lehrstuhlvertretung der Professur für Europäische Geschichte des Mittelalters Schwerpunkt Spätmittelalter an der Humboldt-Universität zu Berlin.
Zudem war Büttner Mitglied im WIN-Kolleg „Messen und Verstehen der Welt durch die Wissenschaft“ der Heidelberger Akademie der Wissenschaften und im Wissenschaftlichen Netzwerk: „Imitation – Mechanismen eines kulturellen Prinzips im Mittelalter“.

## Schriften (Auswahl)
Monographien
- Geld, Gnade, Gefolgschaft. Die Monetarisierung der politischen Ordnung im 12. und 13. Jahrhundert (= Forschungen zur Kaiser- und Papstgeschichte. Beihefte zu J. F. Böhmer, Regesta Imperii. Band 47). Böhlau, Köln u. a. 2022, ISBN 978-3-412-52511-8.
- Königsherrschaft im Mittelalter. De Gruyter, Berlin/Boston 2018, ISBN 978-3-11-044264-9.
- Der Weg zur Krone. Rituale der Herrschererhebung im spätmittelalterlichen Reich (= Mittelalter-Forschungen Band 35). Thorbecke, Ostfildern 2012, ISBN 978-3-7995-4287-6 (Digitalisat Band 1 Digitalisat Band 2).

Herausgeberschaften
- mit Birgit Kynast, Gerald Schwedler und Jörg Sonntag: Nachahmen im Mittelalter. Dimensionen – Mechanismen – Funktionen (= Beihefte zum Archiv für Kulturgeschichte. Heft 82). Böhlau, Köln u. a. 2018, ISBN 978-3-412-50908-8.
- mit Andreas Schmidt und Paul Töbelmann: Grenzen des Rituals. Wirkreichweiten – Geltungsbereiche – Forschungsperspektiven (= Norm und Struktur. Band 42). Böhlau, Köln u. a. 2014, ISBN 978-3-412-20920-9.

Quellenedition
- mit Hanna Strehlau, Martha Christine Süß, Lena von den Driesch und Benjamin Müsegades: Kopialbuch der Zisterzienserabtei Schönau (Generallandesarchiv Karlsruhe 67/1302). Transkription, Heidelberg 2020 (Digitalisat).